# ホワイトサンド川 (ニピゴン湖)
ホワイトサンド川 (ホワイトサンドがわ、英語: Whitesand River) は、カナダのオンタリオ州サンダーベイ地区にある川。南へ流れニピゴン湖へ注いでいる。長さ37km。
川は標高334ｍのセラシエ湖 (Selassie Lake) からはじまる。南西に流れてニコルズ湖 (Nicholls Lake) を通過。標高313ｍの地点で右岸支流のブラケット川 (Blackett Creek) が合流する。南へ向かって標高311ｍ地点でホワイトサンド湖に至り、304ｍ地点でジョジョ湖 (JoJo Lake) に入る。ジョジョ湖南端ではカナディアン・ナショナル鉄道の線路が横切っている。そこから、南へ3.6km、南東へ10.4km流れ、ニピゴン湖へ注ぐ。